# Bakdekkruiser

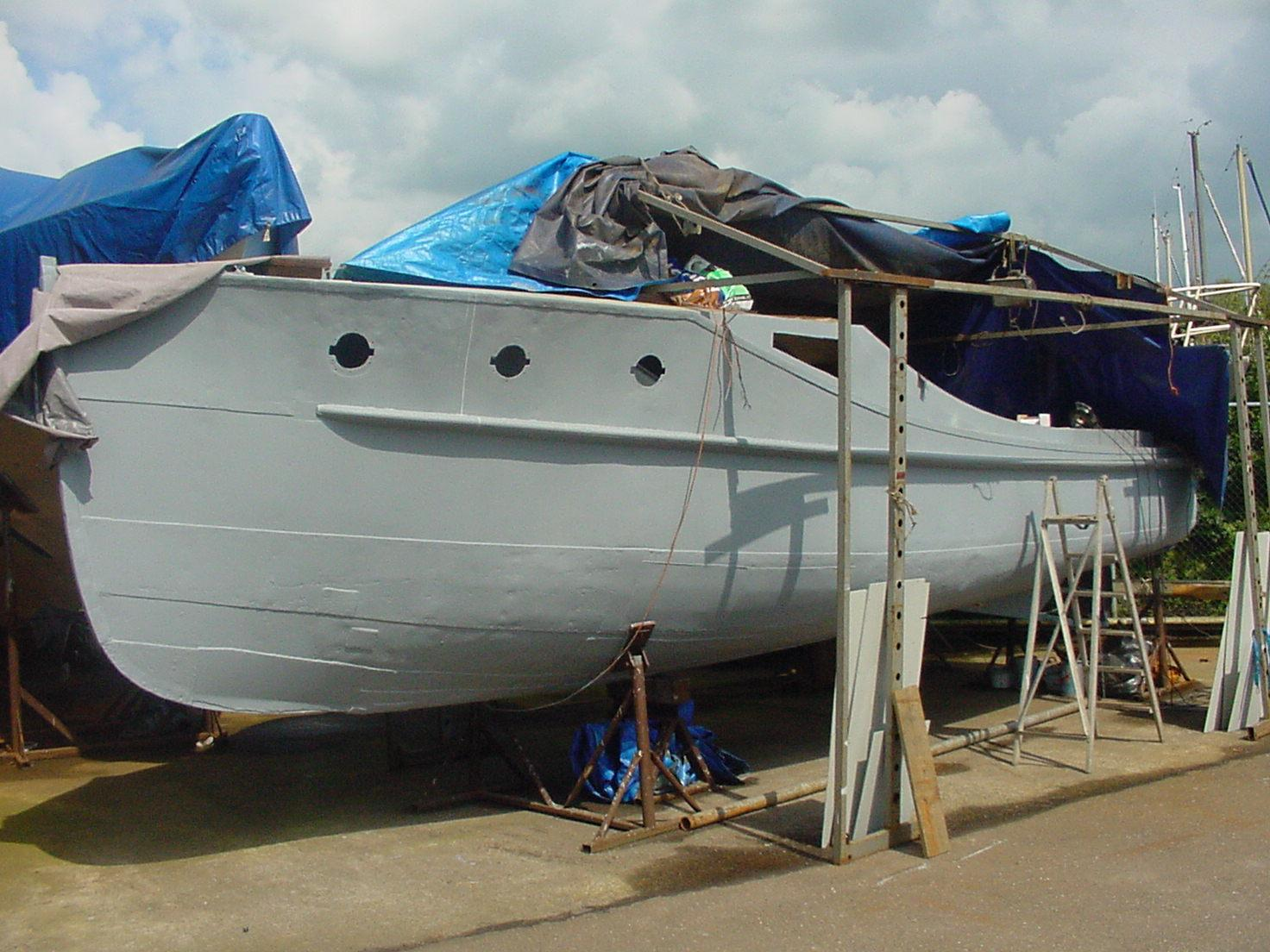
De Pelikaan, een in 1927 gebouwde bakdekker

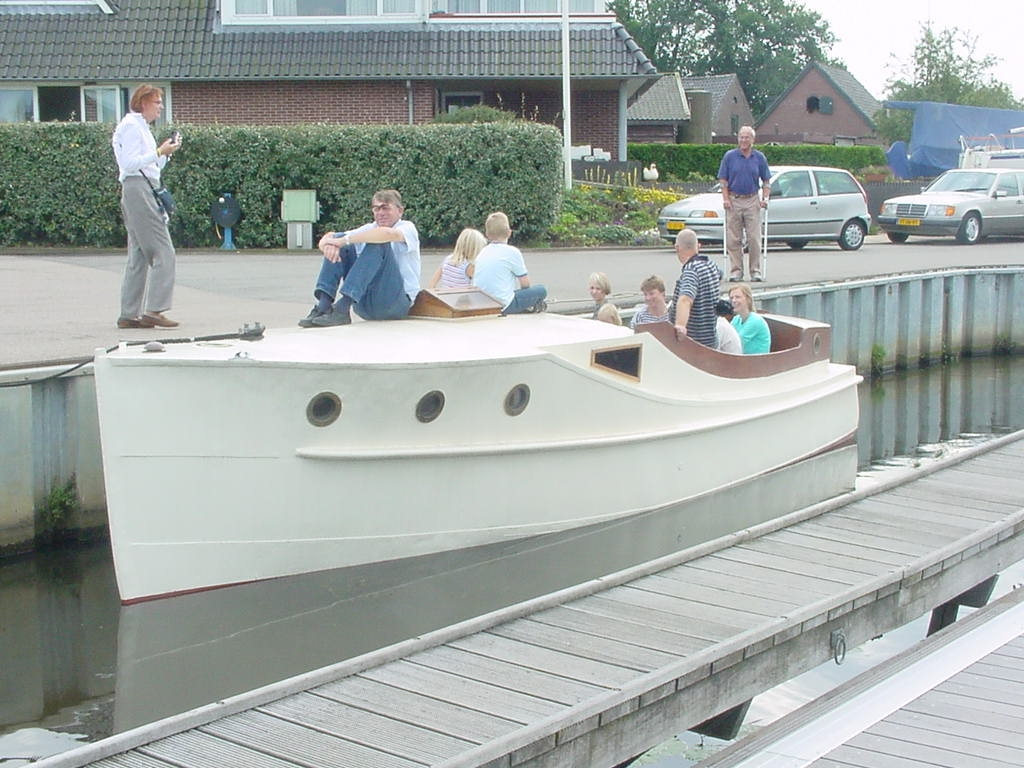
Tewaterlating van de Pelikaan in 2006

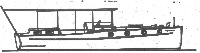
Bakdekker, Motorboot, 1920'er

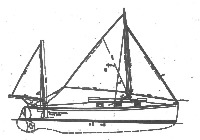
Bakdekker, Zeilboot, 1920'er

Een bakdekkruiser (of bakdekker) is een type vaartuig dat populair was bij de gegoede burgerij in het interbellum tussen de wereldoorlogen. Bij bakdekkruisers is het voordek verhoogd tot een zogenaamd bakdek. De meest voorkomende variant is de bakdeksalonkruiser, waarbij zich onder het bakdek een 'woongedeelte' bevindt: een kleine salon met slaapbanken en kombuis, met voorin het toilet. Het achtergedeelte is dan open en voorzien van een zonnetent of vaste overkapping over de kuip. Voorin de kuip staat de motor.

## Kenmerken
Het kenmerkend voor deze schepen is het feit dat er in het ontwerp bijzondere aandacht voor de zeeglijn is. Dit is "de bovenlijn van het dek, die naar voren en achteren op hoort te lopen, naar den voorsteven toe het meeste. Onze oude scheepsbouwers waren daar zoo van overtuigd dat het opzetten van die zeeglijn een zaak van groot gewicht was. Ik heb me laten vertellen dat zelfs bij een eenvoudige zolderschuit die lijn van alle kanten werd bekeken en hoe de werfbaas zich liet roeien naar verschillende punten om maar een goed zicht te krijgen op die zeeglijn, voordat zij vast stond. De zeeg moet harmoniëren met de lijn van den dekomtrek en bovendien is een goede zeeg van belang voor de zeewaardigheid", Aldus J. Loeff in het tijdschrift de Waterkampioen van 1927.
Behalve door de zeeg wordt dit type schip gekenmerkt door een uitwaaierende boegvorm, de zogenaamde waaiersteven. Van voren gezien heeft een bakdekkruiser een sterke V-vorm. Deze vorm zorgt ervoor dat het schip gemakkelijk uit een golfdal rijst. Dit is noodzakelijk omdat de verhouding tussen de lengte en de breedte bij bakdekkers ook karakteristiek is. Bakdekkruisers van 8 à 9 meter lang zijn doorgaans slechts zo’n 2 meter 30 breed. In de huidige scheepsbouw zijn de schepen met zo’n lengte een stuk breder. Deze scherpte zorgt ervoor dat het schip gemakkelijk door de golven snijdt. De waaiersteven zorgt dan voor de noodzakelijke opwaartse lift.

## Varianten
Er bestaan meerdere varianten, zo zijn er bakdekkers met kofferdek, bakdeksalonkruisers en bakdekkruisers met achterkajuit. Het aantal patrijspoorten varieert.